# Поллиноз
Поллиноз, или сезонный аллергический риноконъюнктивит, — сезонное заболевание, причиной которого является аллергическая реакция на пыльцу растений. Заболевание иногда называют сенной лихорадкой, хотя сено не является значимым фактором в генезе заболевания, а лихорадка не характерна для данной патологии.

## История открытия
В начале XIX века считалось, что причиной сенной лихорадки является свежескошенная трава, которая затем шла на сено, откуда и пошло название заболевания.
- 1819 год — английский врач Джон Босток сделал первое официальное сообщение о сенной лихорадке, полагая, что она связана с сеном[2].
- 1873 год — Чарльз Блэкли впервые доказал, что причиной сенной лихорадки является пыльца растений[2].
- 1889 год — доктор Л. Силич на заседании Общества русских врачей в Санкт-Петербурге сделал первое в России сообщение о поллинозе.

## Этиология
Причиной развития заболевания является пыльца преимущественно ветроопыляемых растений, так как это достаточно мелкие частицы размеров около 0,02 — 0,04 мм, что облегчает их проникновение в дыхательные пути.
В европейской части России выделяют три основных периода цветения растений с пыльцой, обладающих аллергенными свойствами:
| Группа растений   | Период                       | Представители                                                                 |
| ----------------- | ---------------------------- | ----------------------------------------------------------------------------- |
| деревья           | конец апреля — начало мая    | берёза, ольха, клён, дуб, тополь, липа и т. д.                                |
| злаковые растения | конец мая — начало июля      | рожь, пшеница, овёс, ячмень, тимофеевка, ежа, ковыль, райграсс, пырей и т. д. |
| сорные растения   | конец июля — начало сентября | полынь, амброзия, лебеда.                                                     |

В фольклоре пациентов бытует представление о том, что симптоматику в мае—июне вызывает тополиный пух, который в силу своих размеров не может проникнуть в дыхательные пути. Помимо этого, он является не пыльцой, а наполнителем плодов женских особей тополя. Каких-либо научных доказательств, что тополиный пух может быть ответственным за аллергии, нет. Пыльцу же вырабатывают мужские особи тополя, хотя аллергия на пыльцу тополя встречается редко в сравнении с аллергией на пыльцу травы. Аллергия обычно возникает на траву, которая цветёт в то же самое время.

## Клиника
Симптомы поллиноза появляются практически в одно и то же время каждый год — насморк, волдыри, покраснение глаз (конъюнктивит), дерматит, усталость, раздражительность, першение в горле, кашель, иногда приступы удушья, редко — кожные проявления. Развивается лихорадка, отсюда и произошло название заболевания.
Заболевание очень часто путают с простудой, что затягивает обращение пациентов за профессиональной медицинской помощью, порой на многие годы.

## Диагностика
Основным способом выявления болезни является кожное аллергологическое тестирование. В одной из его версий на предплечья наносятся небольшие царапинки, после чего на каждую из них капают аллерген. При наличии положительной реакции, вокруг царапины будет развиваться гиперемия и покраснение кожи. Такие пробы нужно обязательно делать под наблюдением аллерголога, так как имеется небольшая вероятность анафилактического шока, и, желательно, в холодный период. Для достоверности диагностики необходимо прекращение приёма противоаллергических лекарственных средств.
Также существует метод определения специфических антител класса IgE в сыворотке крови, который используется при невозможности проведения кожного тестирования, называемый радиоаллергосорбентным тестом.

## Перекрёстная аллергия
У подавляющего большинства пациентов в период сезонных обострений и не только проявляется «перекрёстная» аллергия.
- При поллинозе с реакцией на берёзовую пыльцу перекрёстной реакцией будет аллергия на морковь, фундук, яблоки, персики в период примерно с апреля до конца мая (период цветения для центральной России).
- С реакцией на злаки — пищевые злаки, щавель.
- С реакцией на полынь — цитрусовые, мёд, подсолнечное семя.

## Группы риска и протекание болезни
В группе риска находятся люди:
- с наследственным дефицитом секрета Ig A
- работающие и живущие в плохой экологической обстановке
- имеющие другие аллергические заболевания
- имеющие такие заболевания, как бронхит, бронхиальная астма
- перенёсшие операцию по удалению миндалин

В период обострения следует придерживаться следующих правил:
- ежедневно принимать антигистаминные препараты и глюконат кальция (для понижения проницаемости сосудов)
- ежедневно принимать душ, проводить влажную уборку
- днём рекомендуется закрывать окна и двери и воздержаться от прогулок в засушливую погоду
- ночью, либо после дождя рекомендуется проветривать комнату (когда концентрация пыльцы минимальна)
- отдыхать рекомендуется рядом с водоёмами в регионах с минимальным содержанием аллергена

В период ремиссии правила просты: укреплять иммунитет (спорт, сбалансированное питание, закаливание, отказ от вредных привычек) и ежегодно проходить лечение у аллерголога.

## Пыльцевой мониторинг
Уровень средней суточной концентрации пыльцы в воздухе – один из важнейших показателей для людей, страдающих поллинозом. Чем выше концентрация, тем активнее проявляется аллергическая реакция.
Для информирования населения о результатах пыльцевого мониторинга применяется международная индикация:
| Уровень пыления | Нет пыльцы | Низкий  | Средний | Высокий   | Очень высокий |
| Цветовая шкала  | серый      | зелёный | жёлтый  | оранжевый | красный       |

Прогностическая модель пыльцевого мониторинга позволяет оценить концентрацию пыльцы на 1-2 дня в будущем на основе:
- исторических данных пыльцевого мониторинга с учётом цикличности пыления по типам растений и территорий распространения
- прогноза температуры, скорости и направления ветра, влажности воздуха на исследуемых и окружающих территориях
- изменения атмосферного давления

Также существуют прогнозные модели проявления аллергических реакций, которые основаны на оценке самочувствия населения, учитывающие психологические причины и психосоматику. Такая информация может спровоцировать проявление аллергических реакций и ожидание симптомов без присутствия аллергенов на основе мнения окружающих.

## Лечение
Различают три основных взаимодополняющих метода терапии
- Патогенетическая и симптоматическая терапия в период обострения, которая обычно включает применение антигистаминных препаратов (Алерзин, Супрастин) и топических глюкокортикостеридов. Они снижают выраженность отека, воспалительной реакции, а так же, уменьшают количество выделений биологических жидкостей со слизистых оболочек
- Аллерген-специфическая иммунотерапия причинно-значимым аллергеном, которая проводится вне периода обострения.
- Барьерный метод защиты от аллергенов. Наиболее эффективным способом является предупреждение попадания аллергенов в носоглотку, то есть барьерный способ защиты. В данном случае применяются специализированные фильтры для носа, респираторы-невидимки. При полинозе также рекомендуется ограничить выход на улицу в период активного цветения растений. Пыльца, вызывающая аллергию, может оставаться на одежде и обуви.